# リーケ・マルテンス
リーケ・エリーザベト・ペトロネッラ・マルテンス（Lieke Elisabeth Petronella Martens、1992年12月16日 - ）は、オランダ・ベルヘン出身の女子サッカー選手。ディヴィジオン・アンのパリ・サン・ジェルマン所属。サッカーオランダ女子代表。ポジションはフォワード。

## 経歴
2017年7月、FCバルセロナと3年契約を結んだ。

## タイトル
スタンダール・リエージュ
- ベルギー・女子・スーパー・リーグ（英語版）：2011-12